# Рогейн
Рогейн і рогейнінг (англ. rogaining) — вид спорту, близький до спортивного орієнтування, пригодницьких перегонів, гірських марафонів та інших видів спорту. Формально його можна вважати командним добовим орієнтуванням за вибором, хоча насправді він значно відрізняється від класичного спортивного орієнтування.

## Назва
Назва «рогейн» (rogaining) походить від імен трьох засновників, членів Surrey-Thomas Rover, які вперше організували змагання: Род, Гейл і Ніл Філліпс — RoGaiNe. Назву було офіційно прийнято Вікторіанською асоціацією рогейну на її перших щорічних загальних зборах у серпні 1976 року та прийнято скаутами Австралії та університетськими групами бігунів, щоб надати новому виду спорту власну ідентичність.

## Основні положення
Рогейн в його класичному 24-годинному варіанті — командний вид спорту. Міжнародний стандарт передбачає участь у змаганнях з рогейну команд у складі двох-п'яти осіб, які не мають права розділятися на дистанції. Основне завдання — набрати за обмежений проміжок часу (зазвичай 24 год., але змагання проводяться і в скороченому форматі — 6, 8, 10, 12 год.) максимальну суму очок, які присуджуються за відвідування контрольних пунктів, встановлених на місцевості. За кожну хвилину запізнення після закінчення відведеного часу з суми очок, набраної командою, віднімають по одному штрафному очку, а у разі запізнення на фініш на 30 хв. і більше результат команди анулюють. У випадку, коли дві або більше команд набрали однакову суму очок, вище місце присуджують команді, яка фінішувала раніше. Контрольні пункти мають різну цінність, виражену в очках, залежно від віддаленості від старту і складності КП, а проходити їх можна в довільному порядку.
Один з видів рогейну — міський рогейн. Це екстремальні змагання в межах міста, і слово «міський» в цьому поєднанні позначає не рівень змагань (чемпіонат міста), а місце проведення.
Батьківщина рогейну — Австралія, де цей вид спорту зародився в 1970-х роках і потім отримав розвиток в таких країнах, як Нова Зеландія, США, Канада. Міжнародна федерація рогейну (International Rogaining Federation, IRF) була створена 1989 року. В 1992 р. був проведено перший чемпіонат світу з цього виду спорту, з того часу чемпіонати світу відбуваються що два роки. Поступово цей вид спорту розвивається в європейських країнах, у тому числі в Чехії, Швеції, Ірландії, Росії, Україні, з 2012 року ЧС проводять щороку. З 2003 р. проводяться чемпіонати Європи з рогейну, в 2006 та 2010 роках в Україні, Чернівецька область.
Рогейн — універсальний вид спорту: в ньому можуть брати участь як і добре підготовлені найсильніші спортсмени, готові впродовж 24 год. безперервно битися за звання чемпіонів, так і аматори, які прагнуть активно провести вихідні на природі. Команда визначає собі завдання під силу, вибирає порядок проходження дистанції і темп руху. Формат змагань (взяття контрольних пунктів за вибором) дозволяє в будь-який момент повернутися в базовий табір, де забезпечена гаряча їжа, можна переночувати і продовжити проходження дистанції наступного ранку.
Основна ідея рогейну — спорт для всіх. Для кожної команди важливо визначити, які цілі вона ставить перед собою, і від цього залежатимуть відповіді на багато питань: вибір тактики, спорядження, екіпірування. Всі змагання з рогейну, в тому числі чемпіонати світу, відкриті для участі всіх охочих.

## Види рогейну
Крім традиційного бігового рогейну, вирізняють:
- Лижний рогейн (snogaine) — зимовий рогейн з використанням лиж або снігоступів;
- Велорогейн (cyclogaine) — з використанням велосипедів для пересування (цей формат проводиться зазвичай 6 або 8 год.);

а також інші формати:
- Водний рогейн (paddlogaine) — рогейн на обширній водній поверхні (наприклад, на великому озері з безліччю островів або на системі невеликих взаємопов'язаних озер) з використанням будь-яких плавальних засобів, що приводяться в рух людською силою (веслові човни, каное, байдарки тощо);
- Метрогейн (metrogaine) — 6-годинний рогейн у великих містах, де як засіб пересування дозволено використовувати метрополітен (найбільш подібний російський аналог «Біжи місто»);
- Пабгейн (pubgaine) — недовгий 2-3 годинний розважальний міський рогейн, де як КП використовують різні паби.

## ПРАВИЛА ЗМАГАНЬ З РОГЕЙНУ

### 1. ЗАГАЛЬНІ ПОЛОЖЕННЯ.
1.1. Рогейн — вид спорту, в якому команди за допомогою карти і компаса повинні за певний контрольний час (від кількох годин до однієї доби) набрати найбільшу кількість очок за проходження за вибором контрольних пунктів з числа наявних у районі змагань і позначених на карті.
1.2. Ці правила проведення змагань з рогейну (надалі — Правила) встановлюють єдиний порядок проведення всіх змагань з рогейну на території України. Керівництва, інструкції, положення про змагання та додаткові умови проведення змагань повинні ґрунтуватися на вимогах цих Правил і не суперечити їм. У випадках, встановлених Міжнародною Федерацією рогейну (IRF), у проведенні міжнародних змагань застосовуються правила Міжнародної Федерації рогейну (IRF).
1.3. При інтерпретації Правил учасники, організатори та судді повинні виходити з принципів спортивної справедливості, чесної боротьби, взаємоповаги, безпеки та рівності учасників змагань.
1.4. У Правилах використовуються такі основні поняття і терміни: «Контрольний час» — встановлений ліміт часу від моменту старту до фінішу для відвідування контрольних пунктів командами.
«Дозволений час на співпрацю» — встановлений ліміт часу на дозволену суддями співпрацю учасників змагань. Цей час не має перевищувати 25 % контрольного часу змагань.
1.5. Змагання з рогейну проводяться з контрольним часом від 3-х до 24-х годин. Контрольний час змагань має вимірюватися в цілих годинах.
1.6. За тривалістю змагання з рогейну поділяються на: — Класичні — 24 години. — Середні — 10 — 12 годин, — Короткі — 5 — 6 годин, — Надкороткі — до 3 годин (на надкоротких трасах можливе індивідуальне проходження дистанцій).
1.7. За способом пересування команд змагання з рогейну поділяються на такі види: — Рогейн бігом, — Рогейн на лижах, — Рогейн на велосипеді.
1.8. Залежно від контрольного часу (п. 1.5 Правил) і способу пересування (п. 1.7 Правил) утворюються формати змагань (дисципліни).
1.9. На одних змаганнях в програму може входити кілька форматів (дисциплін) різної тривалості, але поєднання форматів у одній групи (наприклад, 6 і 10 годин) не допускається.

### 2. УЧАСНИКИ ЗМАГАНЬ
2.1. У змаганнях з рогейну беруть участь команди, які складаються з двох, трьох, чотирьох або п'яти осіб, на чемпіонатах Світу і Європи — двох або трьох.
2.2. Залежно від статі учасників всі команди поділяються на групи: «Чоловічі команди» — команда складається тільки з чоловіків, «Жіночі команди» — команда складається тільки з жінок, «Змішані команди (мікст)» — у команді є принаймні одна жінка і один чоловік.
2.3. Залежно від віку учасників всі команди включаються в групи: «Відкрита група» — вік учасників не регламентується; у цю групу входять всі команди; «Юнаки» — всі члени команди повинні бути молодшими від 18 років на перший день змагання; «Юніори» — всі члени команди повинні бути молодшими від 20 років на перший день змагання; «Ветерани» — всі члени команди повинні бути у віці 40 років або старшими на перший день змагання; «Суперветерани» — всі члени команди повинні бути у віці 55 років або старшими на перший день змагання; команди, які входять до групи «Суперветерани», можуть включаться також до групи «Ветерани».
2.4. Місця в змаганнях з рогейну присуджуються згідно з категоріями залежно від статі та віку учасників, що входять до складу команди (Таблиця № 1)
| Позначення  | Назва категорії          | Вимоги до складу команд                                                                | Міжнародне позначення |
| ----------- | ------------------------ | -------------------------------------------------------------------------------------- | --------------------- |
| ЧВ          | Чоловіки, відкрита       | Чоловіки                                                                               | MO                    |
| ЖВ          | Жінки, відкрита          | Жінки                                                                                  | WO                    |
| МВ          | Змішана відкрита         | Не менше одного чоловіка і однієї жінки                                                | XO                    |
| ЧЮ-20       | Чоловіки, юніори         | Чоловіки, вік кожного члена команди менше 20 років                                     | MJ(20)                |
| ЖЮ-20       | Жінки, юніорки           | Жінки, вік кожного члена команди менше 20 років                                        | WJ(20)                |
| МЮ-20       | Змішана, юніори, юніорки | Не менше одного чоловіка і однієї жінки, вік кожного члена команди менше 20 років      | XJ(20)                |
| ЧЮ-18       | Юнаки                    | Чоловіки, вік кожного члена команди менше 18 років                                     | MJ(18)                |
| ЖЮ-18       | Дівчата                  | Жінки, вік кожного члена команди менше 18 років                                        | WJ(18)                |
| МЮ-18       | Змішана, юніори, дівчата | Не менше одного чоловіка і однієї жінки, вік кожного члена команди менше 18 років      | XJ(18)                |
| Ч-40(ветер) | Чоловіки, ветерани       | Чоловіки, вік кожного члена команди 40 років або старше                                | MV                    |
| Ж-40(ветер) | Жінки, ветерани          | Жінки, вік кожного члена команди 40 років або старше                                   | WV                    |
| М-40(ветер) | Змішана, ветерани        | Не менше одного чоловіка і однієї жінки, вік кожного члена команди 40 років або старше | XV                    |
| М-55(СВ)    | Чоловіки, суперветерани  | Чоловіки, вік кожного члена команди 55 років або старше                                | MSV                   |
| Ж-55(СВ)    | Жінки, суперветерани     | Жінки, вік кожного члена команди 55 років або старше                                   | WSV                   |
| М-55(СВ)    | Змішана, суперветерани   | Не менше одного чоловіка і однієї жінки, вік кожного члена команди 55 років або старше | XSV                   |

На міжнародних змаганнях юніори груп 18 та 20 одна група.
2.5. На змаганнях з контрольним часом понад 10 годин команда, у складі якої є учасник молодший від 16 років, повинна мати хоча б одного учасника віком 18 років чи старшого.
2.6. Учасниками змагань не можуть бути члени суддівської колегії, а також особи, які брали участь у підготовці карти змагань, плануванні розташування та постановці контрольних пунктів.
2.7. Учасники змагань зобов'язані:
2.7.1. Планувати і реалізовувати свій шлях переміщення відповідно до свого рівня фізичної та технічної підготовки.
2.7.2. Надавати будь-яку допомогу іншим учасникам змагань лише у випадку, якщо вони отримали травму чи перебувають у стані, що загрожує їхньому життю і здоров'ю. Така команда не може бути оштрафована ні за яке правило при наданні такої допомоги.
2.7.3. У разі вимоги показувати суддям, учасникам змагань або організаторам наявність і кріплення засобів відмітки.
2.7.4. Мати з собою під час змагань обов'язкове спорядження. У разі вимоги будь-якого судді його наявність необхідно представити.
2.7.5. Під час змагань постійно перебувати в межах голосового контакту з іншими членами своєї команди. Інтервал відмітки на контрольному пункті членів однієї команди не повинен перевищувати 1 хвилини (за відсутності іншого встановленого інтервалу відмітки Організатором).
2.7.6. Усе взяте з собою з центру змагань спорядження чи обладнання принести назад у центр змагань.
2.8. Учасникам змагань забороняється:
2.8.1.Брати з собою на дистанцію собак.
2.8.2. Застосовувати будь-які інші засоби пересування під час змагань, крім передбачених для формату даних змагань.
2.8.3. Використовувати під час змагань для визначення свого місця розташування будь-яке навігаційне чи інше технічне обладнання, за винятком магнітного компаса та карти.
2.8.4. Користуватися засобами мобільного зв'язку та іншими радіоприймальними і передавальними пристроями, за виключення ситуацій, які загрожують здоров'ю та життю учасників.
2.8.5. Використовувати комп'ютери або інші спеціальні програми для планування маршруту.
2.8.6. Розводити багаття в районі змагань, окрім ситуацій, які загрожують здоров'ю та життю учасників.
2.8.7. Залишати сміття в районі змагань, крім місць спеціально відведених для цього організаторами.
2.8.8. Залишати в районі змагань, окрім центру, продукти харчування, спорядження чи обладнання до початку змагань з метою їхнього подальшого використання під час змагань.
2.8.9. Приймати допомогу (крім медичної) чи співпрацювати з іншими людьми та командами або навмисно слідувати за іншими командами чи окремими учасниками. Співпрацею вважається: — пройдені разом поспіль КП в інтервалі менше 5 хв. понад 25 % (за сумарним часом) від встановленого суддями контрольного часу. Час співпраці відраховується на етапах, де початок руху і кінець руху вкладається в інтервал 5 хв. і менше). За порушення цього пункту згідно з пунктом міжнародних правил В12 обидві команди повинні бути дискваліфіковані за рішенням головного судді. Команди повинні самостійно контролювати під час змагань можливі випадки співпраці та робити все необхідне, щоб вони потім не стали приводом для дискваліфікації.
2.8.10. Відпочивати ближче 100 метрів від контрольного пункту, за винятком випадків, коли контрольний пункт суміщений з пунктом харчування.
2.9. Кожній команді під час змагань необхідно мати свисток. У критичній ситуації учасники змагань зобов'язані подавати ряд коротких звукових сигналів своїм свистком. Судді мають контролювати наявність свистка до старту і не допускати команду на дистанцію без свистка.
2.10. Якщо під час змагань один або декілька учасників захочуть припинити змагання і вийти з команди, то команда повинна повернутися в центр змагань і повідомити про це суддям. Ця команда буде вважатися такою, що завершила змагання. Якщо буде сформована нова команда, то вона може бути, за рішенням суддів, допущена до змагань, але очки, попередньо набрані командою, що завершила змагання, новій команді нараховуватися не будуть.
2.11. Учасники лижних і велосипедних форматів можуть пересуватися по району змагань частину часу або весь час пішки. При цьому транспортувати з собою лижі або велосипед обов'язково. Пересування без лиж лижними трасами заборонене.
2.12. У разі порушення учасником змагань вимог, встановлених цими Правилами, команда, до складу якої входить даний учасник, може бути дискваліфікована і знята зі змагань.

### 3. РАЙОН ЗМАГАНЬ, РОЗТАШУВАННЯ КОНТРОЛЬНИХ ПУНКТІВ
3.1. Площа району змагань, кількість контрольних пунктів та їх розташування повинна бути сплановані таким чином, щоб команда, яка набрала найбільшу кількість очок в певному форматі змагань, відвідала не менше 80 % контрольних пунктів, зазначених на карті для цього формату, але не всі контрольні пункти.
3.2. Центр змагань повинен розташовуватися по можливості в центрі району змагань.

### 4. КАРТА ЗМАГАНЬ
4.1. Для змагань з рогейну повинна використовуватися карта масштабу 1:24000 від до 1:64000. При проведенні змагань з контрольним часом від 3 до 6 годин можливе використання карт більш крупного масштабу, а при проведенні змагань на велосипеді з контрольним часом від 12 годин до 24 годин — більш дрібного масштабу.
4.2. Карта повинна мати перетин рельєфу не більше 20 метрів, що забезпечує чіткість читання рельєфу учасниками на карті.
4.3. Карта змагань видається кожному учаснику змагань, незалежно від кількості учасників в одній команді.
4.4. Бажано, щоб карта змагань, що видається учасникам, розміщувалася на одному боці одного прямокутного аркуша паперу. Розміщення карти змагань на кількох аркушах або розбиття карти на кілька фрагментів не рекомендується. Розбиття карти на кілька фрагментів різного масштабу не допускається.
4.5 Карти учасниками змагань для планування маршрутів видаються за 2—3 години до старту.
4.6. Учасникам форматів тривалістю 10 годин і менше допускається видавати карти для планування за 1 годину до старту, учасникам форматів тривалістю 3 години і менше — за 30 хвилин до старту.

### 5. РОЗМІЩЕННЯ ТА ОБЛАДНАННЯ КОНТРОЛЬНИХ ПУНКТІВ
5.1. Призма на місцевості по можливості встановлюється так, щоб вона була видна учасникам у світлий час доби з відстані не менше 25 метрів з імовірних напрямів їх підходу до контрольного пункту.
5.2. Призма повинна бути встановлена на висоті від 0.5 до 2 метрів від землі, бажано на рівні очей людини.
5.3. Якщо частина тривалості змагань припадає на темний час доби, контрольні пункти мають бути обладнати світловідбиваючими матеріалами в достатній кількості.
5.4. Обладнання на кожному контрольному пункті: призма КП, засоби електронної відмітки, додаткові засоби резервної відмітки (в порядку пріоритетності) компостер для резервної відмітки, заламіноване конфетті з номером КП, номер КП фарбою та контрольний двохбуквений код на місті розташування КП. В випадку застосування компостерної відмітки додатково робиться протокольна відмітка на кожному КП.

### 6. НОМЕРИ І ВАРТІСТЬ КОНТРОЛЬНИХ ПУНКТІВ
6.1. Кожному контрольного пункту присвоюється вартість — число, що означає кількість очок, що отримує команда при відмітці на контрольному пункті.
6.2. Вартість контрольного пункту повинна відображатися в його позначенні (номері).
6.3. Номери контрольних пунктів повинні зростати в порядку збільшення вартості контрольних пунктів.
6.4. Перша цифра у двозначному, або перші дві цифри в тризначному, позначенні (номері) контрольного пункту повинні показувати вартість цього контрольного пункту, наприклад, КП 35 — 3 (або 30) очок, КП 107 — 10 (або 100) очок.
6.5. При призначенні вартості контрольним пунктам слід враховувати: — Складність і точність орієнтування, яке потрібно від команд для взяття контрольного пункту, — Важкодоступність місця, в якому розташований пункт (наприклад, пункт розташований на вершині високої гори), — Відстань від центру змагань, — Відстань від сусідніх контрольних пунктів.

### 8. СИСТЕМИ ВІДМІТКИ
8.1. При відмітці на контрольному пункті всі учасники, що входять в одну команду, повинні перебувати в межах голосового контакту. В іншому випадку очки за даний контрольний пункт не нараховуються.
8.2. За рішенням Організатора, з метою контролю відвідування контрольних пунктів усіма учасниками, що входять в одну команду, судді можуть фіксувати всім учасникам чипи (контрольні картки) на зап'ясті спеціальним контрольним браслетом.
8.2.1. Контрольний браслет, що фіксує чипи (контрольні картки), є тільки засобом контролю, а не кріплення чипів (контрольних карток). Про кріплення чипів (контрольних карток), що виключає їх втрату під час змагань, учасники повинні піклуватися самостійно.
8.2.2. У разі пошкодження (розриву) контрольного браслета, що дозволяє зняти чип із зап'ястя в одного з членів команди, команда дискваліфікується, і очки за відвідані нею контрольних пунктів не зараховуються.
8.3. У разі використання електронної системи відмітки і фіксації чипів на учасниках, Організатором може встановлюватися часовий інтервал відмітки учасників, що входять в одну команду, на контрольному пункті (наприклад, 1—2 хвилини).
8.4. У разі перевищення часового інтервалу відмітки учасниками на контрольному пункті, очки за відвідини даного контрольного пункту не нараховуються.
8.5. Якщо контрольний час змагань не минув, команда, яка втратила чип (контрольну картку), може повернутися в центр змагань, за рішенням суддів отримати новий чип (контрольну картку) і продовжити змагання. При цьому очки за раніше відвідані контрольні пункти не зараховуються.

### 9. СТАРТ І ФІНІШ ЗМАГАНЬ
9.1. У змаганнях з рогейну як правило використовується загальний старт.
За рішенням організаторів змагань можливе застосування різного часу старту або місць старту для різних вікових груп.
9.2. У разі проведення змагань в декількох форматах (за тривалістю і способом пересування) допускається рознесення по часу старту учасників різних форматів. Учасники одного формату стартують одночасно.
9.3. При проведенні змагань з контрольним часом 24 години час старту по можливості повинна бути підібрано так, щоб періоди змагань до і після темного часу доби вийшли приблизно рівними.
9.4. Протягом змагань команди можуть у будь-який час повертатися в центр змагань для відпочинку, прийому їжі, заміни спорядження. За рішенням Організатора може здійснюватися контроль прибуття і відбуття команд у центрі змагань і може проводитися відповідна відмітка в чипах (картках) учасників.
9.5. Фінішувати команди можуть у будь-який час протягом всього контрольного часу формату змагань, в якому бере участь команда.
9.6. При запізненні команди на фініш в межах 30 хвилин після закінчення встановленого контрольного часу, команда отримує штраф, величина якого залежить від часу запізнення.
9.7. Кількість штрафних очок за кожну повну чи неповну хвилину запізнення команди на фініш встановлюється Організатором.
9.8. При запізненні команди на фініш більше ніж на 30 хвилин команда дискваліфікується, і очки за відвідані нею контрольні пункти не зараховуються.
9.9. Команда вважається фінішувала тільки після фінішу всіх членів цієї команди.
9.10. Час фінішу команди визначається по фінішу останнього учасника команди.

### 10. ПІДБИВАННЯ ПІДСУМКІВ ТА РЕЗУЛЬТАТІВ ЗМАГАННЯ.
10.1. Результати команд визначаються сумою очок за відвідані контрольні пункти. При однаковій кількості очок перевага надається команді, яка здолала дистанцію за менший час.
10.2. У разі запізнення команди на фініш з набраної командою суми очок за кожну повну чи неповну хвилину запізнення віднімається штраф у розмірі визначеному Організатором змагань.
10.3. Команді, яка набрала більшу кількість очок, а при рівності очок має менший час проходження дистанції присуджується більш високе місце.
10.4. Якщо кілька команд мають однакову кількість очок і час фінішу (час фіксується з точністю до секунди) їм присуджується однакове місце. Після команд, що показали однаковий результат, залишається стільки незайнятих місць, скільки команд мають однаковий результат, мінус одиниця.
10.5. Місця командам присуджуються: — В абсолютному заліку серед всіх команд формату змагань, в якому вони брали участь (звання МСУ присвоюються лише за місця у відкритому класі); — В категоріях, в які входили команди у відповідності зі статтю і віком членів команди (за місця по своїх вікових групах команди отримують очки у загальнокомандний залік).
10.6. Якщо контрольний пункт на місцевості був розташований неправильно, то команди, які відмітилися на такому пункті, повинні отримати за нього очки. При цьому команди, які доведуть суддям що вони відвідали правильне місце розташування контрольного пункту (залишили на місці КП свій контрольний талон або номер), також повинні отримати за нього очки.
10.7. Якщо засоби відмітки на контрольному пункті відсутні або були непридатні для використання, то команди повинні отримати за нього очки, якщо вони після фінішу повідомлять про це суддям і доведуть що вони відвідали цей пункт (пріоритетна шкала резервної відмітки — компостер, паперове конфетті, літерний код на КП)
10.8. Організатори змагань повинні оприлюднювати поточні результати змагань із сплітами кожної команди не раніше, ніж за 30 хв. до кінця контрольного часу. Після закриття фінішу протягом 2 годин приймаються оскарження. Нагородження проводиться не пізніше ніж через 3 години після закриття фінішу. У випадку виявлення порушень правил проходження дистанцій організатори мають право не пізніше 2 діб після закінчення контрольного часу внести зміни в підсумкові результати.

### 11. ХАРЧУВАННЯ УЧАСНИКІВ
11.1. При проведенні змагань з контрольним часом 10 годин і більше має бути організований один або декілька пунктів харчування учасників як в центрі змагань, так і за його межами.
11.2. При проведенні змагань з контрольним часом 12 годин і більше окрім центра змагань дозволяється організовувати додатковий пункт харчування учасників на дистанції.
11.3. На пунктах харчування повинні бути, як мінімум: — Питна вода; — При середньодобовій температурі повітря нижче +10 градусів Цельсія гарячий чай (окріп); — Продукти з високим вмістом вуглеводів (наприклад, цукор, печиво, банани та інше);
Рекомендується організовувати гаряче харчування учасників.
11.4. Пункт харчування в центрі змагань повинен почати роботу не пізніше 6 годин після старту змагань і закінчити роботу не раніше, ніж через годину після закінчення контрольного часу змагань.
11.5. Якщо пункти харчування обладнані в центрі змагань, то вони повинні почати свою роботу не пізніше 4 годин після старту змагань і закінчити роботу не раніше 2 годин до закінчення контрольного часу змагань.
11.6. У разі, якщо в районі змагань відсутні природні джерела якісної питної води або їх недостатньо, Організатор повинен забезпечити розміщення в районі змагань пунктів з питною водою, кількість яких має бути такою, щоб учасникам не доводилося носити велику кількість води з собою. Питна вода на таких пунктах повинна бути забезпечена протягом усього часу змагань.

## Чемпіонати з рогейну

### Чемпіонат світу з рогейну
На 2013 рік проведено 11 чемпіонатів світу. В дужках вкаказано загальне місце команди.
|    | Рік  | Місце проведення            | Кількість команд | MO 1                                                      | MO 2                                                | MO 3                                             | WO 1                                             | WO 2                                           | WO 3                                                               | XO 1                                                                | XO 2                                                                      | XO 3                                                                        | MJ 1                                                      | MJ 2                                          | MJ 3                                                                 | WJ 1                                                               | WJ 2                                                                | WJ 3                                           | XJ 1                                                 | XJ 2                                                                                | XJ 3 | MV 1                                                | MV 2                                                   | MV 3                                                  | WV 1                                                | WV 2                                                | WV 3                                                                | XV 1                                                                        | XV 2                                                                              | XV 3                                                  | MSV 1                                                   | MSV 2                                                 | MSV 3                                               | WSV 1                                           | WSV 2                                                      | WSV 3 | XSV 1                                                                             | XSV 2                                                   | XSV 3                                             | Примітка           |  |
| -- | ---- | --------------------------- | ---------------- | --------------------------------------------------------- | --------------------------------------------------- | ------------------------------------------------ | ------------------------------------------------ | ---------------------------------------------- | ------------------------------------------------------------------ | ------------------------------------------------------------------- | ------------------------------------------------------------------------- | --------------------------------------------------------------------------- | --------------------------------------------------------- | --------------------------------------------- | -------------------------------------------------------------------- | ------------------------------------------------------------------ | ------------------------------------------------------------------- | ---------------------------------------------- | ---------------------------------------------------- | ----------------------------------------------------------------------------------- | ---- | --------------------------------------------------- | ------------------------------------------------------ | ----------------------------------------------------- | --------------------------------------------------- | --------------------------------------------------- | ------------------------------------------------------------------- | --------------------------------------------------------------------------- | --------------------------------------------------------------------------------- | ----------------------------------------------------- | ------------------------------------------------------- | ----------------------------------------------------- | --------------------------------------------------- | ----------------------------------------------- | ---------------------------------------------------------- | ----- | --------------------------------------------------------------------------------- | ------------------------------------------------------- | ------------------------------------------------- | ------------------ |  |
| 1  | 1992 | Австралія, Beechworth       | 194              | J. Russell Австралія, M. Walters Австралія (1)            | P. McComb Австралія, A. McComb Австралія (2)        | G. Barbour Нова Зеландія, E. Wymer Австралія (3) | D. Patkin Австралія, A. Tyson Австралія (26)     | N. Holmes Австралія, M. Holmes Австралія (39)  | K. Gigante Австралія, J. Scott Австралія (40)                      | T. Woolford Австралія, B. Gare Австралія (9)                        | F. Anderson Австралія, J. Anderson Австралія (21)                         | P. Creaser Австралія, B. Van Netten Австралія, D. Van Netten Австралія (31) | B. Arthur Австралія, K. Barnett Австралія (34)            | A. Idnurm Австралія, R. Walter Австралія (75) | A. Cooke Австралія, J. Knight Австралія, T. Roydhouse Австралія (91) | A. Lewisohn Австралія, B. Thompson Австралія (180)                 | -                                                                   | -                                              | C. Rehberg Австралія, R. Webb Австралія (176)        | -                                                                                   | -    | P. Gagarin США, F. Pilon США (4)                    | A. Buchanan Нова Зеландія, D. Laurie Нова Зеландія (5) | P. Hoopman Австралія, G. Rowberry Австралія (7)       | J. Tickell Австралія, J. Van Leeuwen Австралія (79) | P. Dufty Австралія, S. Murphy Австралія (113)       | J. Bourne Австралія, M. Whitehorn Австралія (126)                   | P. Creaser Австралія, B. Van Netten Австралія, D. Van Netten Австралія (31) | D. White Австралія, A. White Австралія (48)                                       | A. Terr Австралія, J. Terr Австралія (58)             | -                                                       | -                                                     | -                                                   | -                                               | -                                                          | -     | -                                                                                 | -                                                       | -                                                 | Юніори до 18 років |  |
| 2  | 1996 | Австралія, Mt Singleton     | 271              | D. Rowlands Австралія, J. Russell Австралія (1)           | A. Stradeski Канада, P. Mair Канада (2)             | G.Lawford Австралія, R. Gray Австралія (3)       | C. O'Keefe Австралія, J. Casanova Австралія (22) | B. Lockley Австралія, P. Nathan Австралія (31) | C. Wade Австралія, J. Lockley Австралія, B. English Австралія (97) | D. Ellis Австралія, J. Nitschke Австралія, V. Walker Австралія (10) | G. Carroll Австралія, D. Challen Австралія, J. Tonai-Moore Австралія (16) | S. George Австралія, J. Parr Австралія (20)                                 | A. Jenkins Австралія, D. Towers Австралія (60)            | D. Elderfield Австралія, R. Lamp (95)         | M. Cox Австралія, J. Ferguson Австралія (99)                         | C. Wade Австралія, J. Lockley Австралія, B. English Австралія (97) | T. Klass Австралія, E. McCutcheon Австралія, J.Toia Австралія (117) | J. Porter Австралія, L. Hastie Австралія (208) | -                                                    | -                                                                                   | -    | G.Lawford Австралія, R. Gray Австралія (3)          | P. Merrotsy Австралія, R. Robinson Австралія (5)       | L. Privett Австралія, R. Taylor Австралія (7)         | B. Lockley Австралія, P. Nathan Австралія (31)      | Kr. Hermann Австралія, Kat. Hermann Австралія (141) | M. Jones Австралія, J. Scott Австралія, D. Hotchkis Австралія (173) | I. Maley Австралія, P. Kelsey Австралія (21)                                | Ph. Dufty Австралія, Pen. Dufty Австралія (25)                                    | B. Northey Австралія, L. Northey Австралія (28)       | G. Birch Австралія, J. Supanz Австралія (36)            | D. Mountstephens Австралія, I. Rannard Австралія (86) | B. Thomsett Австралія, R. Fergie Австралія (111)    | J. Pitfield Австралія, P. Roche Австралія (233) | -                                                          | -     | M. Hill Австралія, I. Chambers Австралія (98)                                     | P. Hamilton Австралія, K. Hamilton Австралія (123)      | R. Hiller Австралія, J. Walter Австралія (138)    | Юніори до 18 років |  |
| 3  | 1998 | Канада, Kamloops            | 134              | N. Aylott Австралія, I. Kakko Фінляндія (1)               | G. Barbour Нова Зеландія, D. Rowlands Австралія (2) | M. Baath Швеція, L. Schagerstrom Швеція (3)      | C. Hagen Канада, P. James Канада (10)            | M. Holmes Австралія, N. Holmes Австралія (21)  | H. Rangert Швеція, S. Smith Канада, E. Stalstad Швеція (50)        | H. Bailey Австралія, R. Matthews Австралія (11)                     | A. May Канада, B. May Канада (14)                                         | E. Smith США, M. Smith США (23)                                             | -                                                         | -                                             | -                                                                    | -                                                                  | -                                                                   | -                                              | -                                                    | -                                                                                   | -    | P. Hoopman Австралія, A. McComb Австралія (5)       | R. Gray Австралія, G. Lawford Австралія (7)            | G. Jeffrey Австралія, D. Morris Австралія (9)         | C. De Rosa Канада, S. Donald Канада (89)            | K. Andrews Канада, J. Gaucher Канада (110)          | N. Ackerfeldt Канада, K. Lachance Канада (111)                      | H. Bailey Австралія, R. Matthews Австралія (11)                             | E. Smith США, M. Smith США (23)                                                   | A. Leonard США, C. Leonard США (28)                   | B. Kennedy Нова Зеландія, P. Squires Нова Зеландія (13) | C. Black США, O. Skrien США (33)                      | G. Birch Австралія, J. Supanz Австралія (59)        | -                                               | -                                                          | -     | D. Gookin США, E. Gookin США (68)                                                 | E. Gaarder Канада, P. Gaarder Канада (71)               | J. Waddington Канада, S. Waddington Канада (83)   |                    |  |
| 4  | 2000 | Нова Зеландія, Christchurch | 193              | D. Rowlands Австралія, G. Barbour Нова Зеландія (1)       | C. Forne Нова Зеландія, N. Barrable Англія (2)      | J. Markham Нова Зеландія, D. Wolf Швейцарія (3)  | R. Smith Нова Зеландія, E. Maturana Іспанія (17) | C. Hagen Канада, P. James Канада (26)          | J. Casanova Австралія, A. Tyson Австралія (27)                     | J. Adams Нова Зеландія, R. Hart Велика Британія (4)                 | A. Bedwell Велика Британія, M. Saunders Велика Британія (9)               | P. Wood Нова Зеландія, A. Wood Нова Зеландія (11)                           | M. Smithson Нова Зеландія, N. Poultney Нова Зеландія (59) | R. Smith США, B. Leonard США (133)            | -                                                                    | -                                                                  | -                                                                   | -                                              | G. Meyer Нова Зеландія, J. Meyer Нова Зеландія (138) | S. Maclaren Нова Зеландія, B. Neason Нова Зеландія, S. Smithson Нова Зеландія (153) | -    | L. Privett Австралія, P. Hoopman Австралія (14)     | G. Lawford Австралія, R. Gray Австралія (15)           | T. Gazley Нова Зеландія, C. Tait Нова Зеландія (18)   | L. John Нова Зеландія, D. Kane Нова Зеландія (99)   | M. Honey Австралія, I. Harding Австралія (115)      | J. Wilson Нова Зеландія, A. Lamb Нова Зеландія (161)                | L. Mead Нова Зеландія, G. Mead Нова Зеландія (32)                           | D. Morris Австралія, V. Prince Нова Зеландія, R. Caldwell Австралія (38)          | P. Watson Нова Зеландія, G. Ingham Нова Зеландія (41) | T. Dent Австралія, R. Taylor Австралія (33)             | G. Howitt Австралія, D. Erbacher Австралія (91)       | R. Opsahl США, N. James Канада (124)                | S. Crawford США, J. Dickinson США (86)          | T. Faulkner Нова Зеландія, B. Rathbone Нова Зеландія (120) | -     | Ph. Dufty Австралія, Pen. Dufty Австралія (51)                                    | B. Kennedy Нова Зеландія, A. Kennedy Нова Зеландія (52) | M. Hill Австралія, I. Chambers Австралія 62       | Юніори до 18 років |  |
| 5  | 2002 | Чехія                       | 182              | D. Rowlands Австралія, G. Barbour Нова Зеландія (1)       | P. Bořánek Чехія, M. Seidl Чехія (2)                | U. Aeschlimann Швейцарія, D. Wolf Швейцарія (3)  | J. Quinn Австралія, K. Haarsma Австралія (57)    | J. Volfová Чехія, M. Volfová Чехія (70)        | C. Wolswinkel Австралія, K. Gigante Австралія (90)                 | G. Mankus Латвія, R. Lapinsh Латвія, A. Liepina Латвія (7)          | J. Klinkerová Чехія, D. Straka Чехія (10)                                 | V. Hora Чехія, M. Horová Чехія (12)                                         | P. Martinec Чехія, J. Jansa Чехія (17)                    | F. Stupal Чехія, T. Lakomý Чехія (28)         | J. Jiráček Чехія, J. Klusáček Чехія (37)                             | Š. Betková Чехія, K. Hamáčková Чехія (134)                         | L. Mezníková Чехія, M. Spurná Чехія (135)                           | K. Paulová Чехія, I. Mašková Чехія (162)       | P. Rychlý Чехія, P. Hrouzová Чехія (91)              | K. Kristýna Чехія, J. Ryšavý Чехія (123)                                            | -    | D. Rowlands Австралія, G. Barbour Нова Зеландія (1) | U. Aeschlimann Швейцарія, D. Wolf Швейцарія (3)        | T. van Geldermalse Австралія, D. Morris Австралія (6) | S. Crawford США, R. Spriggs Австралія (116)         | A. Jansová Чехія, M. Rajnošková Чехія (131)         | C. Fyffe Австралія, J. Corner Австралія (158)                       | V. Hora Чехія, M. Horová Чехія (12)                                         | P. Squires Нова Зеландія, A. Kennedy Нова Зеландія, B. Kennedy Нова Зеландія (22) | B. Meder Нова Зеландія, V. Prince Нова Зеландія (33)  | L. Pivett Австралія, R. Taylor Австралія (21)           | J. Langford Австралія, R. Dawson Австралія (43)       | M. Wood Нова Зеландія, T. Gazley Нова Зеландія (63) | S. Crawford США, R. Spriggs Австралія (116)     | -                                                          | -     | P. Squires Нова Зеландія, A. Kennedy Нова Зеландія, B. Kennedy Нова Зеландія (22) | E. Smith США, M. Smith США (60)                         | P. Syväterä Фінляндія, H. Syväterä Фінляндія (89) | Юніори до 18 років |  |
| 6  | 2004 | США, Аризона                | 176              | M. Kloser США, M. Tobin США (1)                           | G. Barbour Нова Зеландія, D. Rowlands Австралія (2) | P. Bořánek Чехія, M. Seidl Чехія (3)             | V. Campbell США, J. Knowles США (55)             | S. Crawford США, R. Spriggs Австралія (70)     | A. Chapman США, D. Humiston США (73)                               | D. Baldwin Австралія, J. Quinn Австралія (8)                        | J. Klinkerova Чехія, D. Straka Чехія (12)                                 | R. Lapins Латвія, A. Liepina Латвія, G. Mankus Латвія (13)                  |                                                           |                                               |                                                                      |                                                                    |                                                                     |                                                |                                                      |                                                                                     |      |                                                     |                                                        |                                                       |                                                     |                                                     |                                                                     |                                                                             |                                                                                   |                                                       |                                                         |                                                       |                                                     |                                                 |                                                            |       |                                                                                   |                                                         |                                                   |                    |  |
| 7  | 2006 | Австралія                   | 308              | Dennis de Monchy Нова Зеландія, Chris Forne Нова Зеландія |                                                     |                                                  |                                                  |                                                |                                                                    |                                                                     |                                                                           |                                                                             |                                                           |                                               |                                                                      |                                                                    |                                                                     |                                                |                                                      |                                                                                     |      |                                                     |                                                        |                                                       |                                                     |                                                     |                                                                     |                                                                             |                                                                                   |                                                       |                                                         |                                                       |                                                     |                                                 |                                                            |       |                                                                                   |                                                         |                                                   |                    |  |
| 8  | 2008 | Естонія, Карула             | 339              | Домбровський Євген Росія, Шестаков Павло Росія            |                                                     |                                                  |                                                  |                                                |                                                                    |                                                                     |                                                                           |                                                                             |                                                           |                                               |                                                                      |                                                                    |                                                                     |                                                |                                                      |                                                                                     |      |                                                     |                                                        |                                                       |                                                     |                                                     |                                                                     |                                                                             |                                                                                   |                                                       |                                                         |                                                       |                                                     |                                                 |                                                            |       |                                                                                   |                                                         |                                                   |                    |  |
| 9  | 2010 | Нова Зеландія, Чевіот       | 250              | Chris Forne Нова Зеландія, Marcel Hagener Нова Зеландія   |                                                     |                                                  |                                                  |                                                |                                                                    |                                                                     |                                                                           |                                                                             |                                                           |                                               |                                                                      |                                                                    |                                                                     |                                                |                                                      |                                                                                     |      |                                                     |                                                        |                                                       |                                                     |                                                     |                                                                     |                                                                             |                                                                                   |                                                       |                                                         |                                                       |                                                     |                                                 |                                                            |       |                                                                                   |                                                         |                                                   |                    |  |
| 10 | 2012 | Чехія, Пршебуз              | 333              | Silver Eensaar Естонія, Rain Eensaar Естонія              |                                                     |                                                  |                                                  |                                                |                                                                    |                                                                     |                                                                           |                                                                             |                                                           |                                               |                                                                      |                                                                    |                                                                     |                                                |                                                      |                                                                                     |      |                                                     |                                                        |                                                       |                                                     |                                                     |                                                                     |                                                                             |                                                                                   |                                                       |                                                         |                                                       |                                                     |                                                 |                                                            |       |                                                                                   |                                                         |                                                   |                    |  |
| 11 | 2013 | Росія, Алоль                | 314              | Silver Eensaar Естонія, Rain Eensaar Естонія              |                                                     |                                                  |                                                  |                                                |                                                                    |                                                                     |                                                                           |                                                                             |                                                           |                                               |                                                                      |                                                                    |                                                                     |                                                |                                                      |                                                                                     |      |                                                     |                                                        |                                                       |                                                     |                                                     |                                                                     |                                                                             |                                                                                   |                                                       |                                                         |                                                       |                                                     |                                                 |                                                            |       |                                                                                   |                                                         |                                                   |                    |  |
| 12 | 2014 | США, Південна Дакота        |                  |                                                           |                                                     |                                                  |                                                  |                                                |                                                                    |                                                                     |                                                                           |                                                                             |                                                           |                                               |                                                                      |                                                                    |                                                                     |                                                |                                                      |                                                                                     |      |                                                     |                                                        |                                                       |                                                     |                                                     |                                                                     |                                                                             |                                                                                   |                                                       |                                                         |                                                       |                                                     |                                                 |                                                            |       |                                                                                   |                                                         |                                                   |                    |  |
| 13 | 2015 | Фінляндія, Лапландія        |                  |                                                           |                                                     |                                                  |                                                  |                                                |                                                                    |                                                                     |                                                                           |                                                                             |                                                           |                                               |                                                                      |                                                                    |                                                                     |                                                |                                                      |                                                                                     |      |                                                     |                                                        |                                                       |                                                     |                                                     |                                                                     |                                                                             |                                                                                   |                                                       |                                                         |                                                       |                                                     |                                                 |                                                            |       |                                                                                   |                                                         |                                                   |                    |  |
| 14 | 2016 | Австралія, Аліс-Спрингс     |                  |                                                           |                                                     |                                                  |                                                  |                                                |                                                                    |                                                                     |                                                                           |                                                                             |                                                           |                                               |                                                                      |                                                                    |                                                                     |                                                |                                                      |                                                                                     |      |                                                     |                                                        |                                                       |                                                     |                                                     |                                                                     |                                                                             |                                                                                   |                                                       |                                                         |                                                       |                                                     |                                                 |                                                            |       |                                                                                   |                                                         |                                                   |                    |  |

### Чемпіонат Європи з рогейну
На 2013 рік проведено 10 чемпіонатів Європи. В дужках вкаказано загальне місце команди.
|    | Рік  | Дата         | Місце проведення       | Кількість команд | Кількість учасників | MO 1                                             | MO 2                                                  | MO 3                                          | WO 1                                                  | WO 2                                       | WO 3                                                         | XO 1                                      | XO 2                                      | XO 3                                                             | MJ 1                                                              | MJ 2                                             | MJ 3                                                           | WJ 1                                           | WJ 2                                          | WJ 3                                           | XJ 1                                        | XJ 2                                                                                                  | XJ 3                                                      | MV 1                                                  | MV 2                                       | MV 3                                                      | WV 1                                     | WV 2                                      | WV 3                                       | XV 1                                                             | XV 2                                              | XV 3                                                     | MSV 1                                     | MSV 2                                    | MSV 3                                                                                 | WSV 1                                         | WSV 2                                            | WSV 3 | XSV 1                                              | XSV 2                                              | XSV 3                                     |                    |
| -- | ---- | ------------ | ---------------------- | ---------------- | ------------------- | ------------------------------------------------ | ----------------------------------------------------- | --------------------------------------------- | ----------------------------------------------------- | ------------------------------------------ | ------------------------------------------------------------ | ----------------------------------------- | ----------------------------------------- | ---------------------------------------------------------------- | ----------------------------------------------------------------- | ------------------------------------------------ | -------------------------------------------------------------- | ---------------------------------------------- | --------------------------------------------- | ---------------------------------------------- | ------------------------------------------- | --- | --------------------------------------------------------- | ----------------------------------------------------- | ------------------------------------------ | --------------------------------------------------------- | ---------------------------------------- | ----------------------------------------- | ------------------------------------------ | ---------------------------------------------------------------- | ------------------------------------------------- | -------------------------------------------------------- | ----------------------------------------- | ---------------------------------------- | ------------------------------------------------------------------------------------- | --------------------------------------------- | ------------------------------------------------ | ----- | -------------------------------------------------- | -------------------------------------------------- | ----------------------------------------- | ------------------ |
| 1  | 2003 | 16-17 серпня | Росія, Перм            | 40               | 84                  | M. Seidl Чехія, P. Bořánek Чехія (1)             | А. Осокин Росія, А. Липин Росія, В. Мазурин Росія (2) | К. Володин Росія, С. Лачтченко Росія (3)      | Е. Бондар Росія, И. Жаблеева Росія (11)               | З. Щенина Росія, А. Долганова Росія (22)   | О. Иващенко Росія, Е. Будякова Росія, Д. Иващенко Росія (24) | Н. Миронов Росія, О. Творогова Росія (6)  | Н. Копылова Росія, А. Городилов Росія (7) | А. Лакимов Росія, Т. Лакимова Росія (15)                         | Е. Наберухин Росія, О. Левшонков Росія, А. Будяков Росія (18)     | Р. Каменских Росія, Р. Гилманов Росія (19)       | В. Мелехин Росія, В. Неволин Росія (25)                        | -                                              | -                                             | -                                              | М. Политова Росія, С. Неволин Росія (27)    | А. Рязанов Росія, В. Мурашова Росія (40)                                                              | -                                                         | А. Осокин Росія, А. Липин Росія, В. Мазурин Росія (2) | Г. Ноговицын Росія, В. Мазанов Росія (5)   | В. Левицкий Росія,А. Путилов Росія, А. Самойлов Росія (9) | З. Щенина Росія, А. Долганова Росія (22) | Л. Зотина Росія, А. Федоринчик Росія (33) | -                                          | P. Syväterä Фінляндія, H. Syväterä Фінляндія (16)                | А. Вершинин Росія, Л. Буракова Росія (20)         | Анат. Кожевников Росія, Ан. Кожевникова Росія (35)       | Г. Ноговицын Росія, В. Мазанов Росія (5)  | В. Сентябов Росія, А. Киселев Росія (23) | Н. Глухов Росія, В. Тарасов Росія (30)                                                | З. Щенина Росія, А. Долганова Росія (22)      | -                                                | -     | P. Syväterä Фінляндія, H. Syväterä Фінляндія (16)  | Анат. Кожевников Росія, Ан. Кожевникова Росія (35) | -                                         | Юніори до 18 років |
| 2  | 2005 | 11-12 червня | Естонія, Нива          | 89               | 199                 | M. Klementsov Естонія, J. Reha Естонія (1)       | R. Lapins Латвія, K. Kursinskis Латвія (2)            | M. Seidl Чехія, P. Boranek Чехія (3)          | U. Silventoinen Фінляндія, M. Aatsinki Фінляндія (18) | A. Alnek Естонія, R. Laev Естонія (27)     | M. Vehlmann Естонія, I. Vehlmann Естонія (35)                | G. Mankus Латвія, A. Liepina Латвія (4)   | J. Klinkerova Чехія, D. Straka Чехія (9)  | G. Visnevskis Латвія, I. Valdmane Латвія (10)                    | M. Roosaare Естонія, R. Roose Естонія (30)                        | S. Nahkor Естонія, S. Lepikult Естонія (52)      | -                                                              | K. Rebane Естонія, I. Levtšenkova Естонія (82) | -                                             | -                                              | J. Kostjukov Естонія, K. Pabbo Естонія (32) | J. Vaikjärv Естонія, M. Tellas Естонія, K. Kamarik Естонія, S. Lill Естонія, B. Veskioja Естонія (84) | -                                                         | A. Mihailovs Латвія, J. Nagelis Латвія (8)            | A. Pritsik Естонія, J. Väärsi Естонія (13) | В. Рылов Росія, А. Фершалов Росія (14)                    | A. Alnek Естонія, R. Laev Естонія (27)   | E. Arb Естонія, E. Vahu Естонія (53)      | I. Vabole Латвія, I. Purgaile Латвія (54)  | B. Ozola Латвія, A. Kosmachevs Латвія (11)                       | M. Klapkova Чехія, M. Klapka Чехія (16)           | M. Viirmann Естонія, E. Pukkonen Естонія (17)            | M. Tõnus Естонія, A. Kõrvas Естонія (28)  | N. Lyhne Данія, J. Asserbo Данія (33)    | K. Tilk Естонія, G. Sooberg Естонія (43)                                              | L. Lille Естонія, J. Virkepuu Естонія (80)    | R. Mononen Фінляндія, U. Lindsten Фінляндія (83) | -     | H. Syväterä Фінляндія, P. Syväterä Фінляндія (74)  | -                                                  | -                                         |                    |
| 3  | 2006 | 26-27 серпня | Україна, Сторожинець   | 104              | 226                 | С. Ященко Росія, О. Калинин Росія (1)            | М. Пугач Україна, І. Карпенко Україна (2)             | М. Штельмах Україна, В. Мухідінов Україна (3) | R. Zane Латвія, L. Ilze Латвія (22)                   | A. Jakovela Латвія, I. Dilba Латвія (29)   | I. Cakure Латвія, B. Smila Латвія (32)                       | G. Trezins Латвія, I. Valdmane Латвія (6) | Н. Бондарь Росія, Е. Бондарь Росія (7)    | І. Янчук Україна, Д. Петрочук Україна (8)                        | В. Михайлов Україна, Т. Остапюк Україна, Р. Мостовий Україна (26) | М. Затинайченко Україна, С. Бусигін Україна (41) | В. Марчук Білорусь, В. Силюк Білорусь, И. Марчук Білорусь (42) | О. Стругалева Україна, О. Мазур (44) Україна   | М. Дрондина Росія, Е. Соколовская Росія (83)  | Л. Січеннікова Україна, І. Цуркан Україна (86) | Я. Галан Україна, Г. Дядюра Україна (53)    | С. Плитко Білорусь, Н. Голубь Білорусь (58)                                                           | Гарешнякова Білорусь, А. Бухавецки Білорусь (64)          | М. Пугач Україна, І. Карпенко Україна (2)             | N. Lugans Латвія, N. Janis Латвія (13)     | A. Mihailovs Латвія, R. Laveikis Латвія (20)              | А. Тумак Україна, О. Савчук Україна (79) | Л. Зотина Росія, А. Долганова Росія (98)  | -                                          | I. Suruda Латвія, A. Lusis Латвія (18)                           | H. Syvatera Фінляндія, P. Syvatera Фінляндія (66) | О. Маховик Росія, О. Глазурин Росія (67)                 | И. Крюков Росія, л. Хоруженко Росія (30)  | В. Душкевич Росія, В. Слепов Росія (57)  | М. Кочубей Україна, Г. Бордіян Україна, Т. Маковійчук Україна, Л. Кьоніг Україна (76) | Л. Зотина Росія, А. Долганова Росія (98)      | -                                                | -     | H. Syvatera Фінляндія, P. Syvatera Фінляндія (66)  | Г. Шестаков Росія, О. Ивашенко Росія (96)          | -                                         |                    |
| 4  | 2007 | 28-29 липня  | Латвія, Смілтене       | 162              | 352                 | Е. Гаврилов Росія, Е. Домбровский Росія (1)      | M. Seidl Чехія, P. Boranek Чехія (2)                  | О. Калинин Росія, С. Ященко Росія (4)         | B. Ozola Латвія, A. Ābola Латвія (13)                 | H. Miia Фінляндія, I. Tiina Фінляндія (39) | R. Ivanauskaite Литва, K. Maseviciute Литва (60)             | Н. Бондарь Росія, Е. Бондарь Росія (3)    | A. Skrubis Латвія, A. Liepiņa Латвія (5)  | M. Viirmann Естонія, E. Pukkonen Естонія, M. Preitof Естонія (9) | С. Доронин Росія, М. Борисов Росія (22)                           | T. Purgailis Латвія, A. Šinke Латвія (27)        | R. Krastiņš Латвія, M. Bogdanovs Латвія (30)                   | Е. Соколовская Росія, М. Дрондина Росія (145)  | K. Kosmačeva Латвія, M. Freimane Латвія (155) | -                                              | U. Kampuss Латвія, N. Buža Латвія (54)      | J. Tamužs Латвія, Z. Gailis Латвія, L. Veispale Латвія (58)                                           | K. Vīksne Латвія, V. Lūsa Латвія, N. Spalviņš Латвія (62) | J. Nāgelis Латвія, P. Zariņš Латвія (7)               | A. Mihailovs Латвія, R. Lucāns Латвія (17) | J. Virbulis Латвія, E. Ruža Латвія (23)                   | B. Ozola Латвія, A. Ābola Латвія (13)    | R. Laev Естонія, M. Roosipuu Естонія (69) | G. Lebedoka Латвія, I. Zāģere Латвія (100) | M. Viirmann Естонія, E. Pukkonen Естонія, M. Preitof Естонія (9) | P. Heli Vettik Естонія, A. Minn Естонія (15)      | I. Čākure Латвія, P. Īvāns Латвія, R. Meiers Латвія (28) | I. Krūmiņš Латвія, J. Biezais Латвія (36) | J. Tasa Естонія, A. Kivikas Естонія (37) | А. Лисиненков Росія, Е. Емелянов Росія (42)                                           | M. Bolšteina Латвія, V. Zjatkova Латвія (142) | -                                                | -     | H. Syväterä Фінляндія, P. Syväterä Фінляндія (121) | K. Hovi Фінляндія, R. Mononen Фінляндія (132)      | R. Šterna Латвія, I. Limbēns Латвія (140) |                    |
| 5  | 2008 | 12-13 липня  | Росія, Мічурінське     | 143              | 306                 | Miroslav Seidl Чехія, Petr Boranek Чехія         |                                                       |                                               |                                                       |                                            |                                                              |                                           |                                           |                                                                  |                                                                   |                                                  |                                                                |                                                |                                               |                                                |                                             | |                                                           |                                                       |                                            |                                                           |                                          |                                           |                                            |                                                                  |                                                   |                                                          |                                           |                                          |                                                                                       |                                               |                                                  |       |                                                    |                                                    |                                           |                    |
| 6  | 2009 | 15-16 серпня | Фінляндія, Юлляс       | 240              | 525                 | Janne Mononen Фінляндія, Eero Jäppinen Фінляндія |                                                       |                                               |                                                       |                                            |                                                              |                                           |                                           |                                                                  |                                                                   |                                                  |                                                                |                                                |                                               |                                                |                                             | |                                                           |                                                       |                                            |                                                           |                                          |                                           |                                            |                                                                  |                                                   |                                                          |                                           |                                          |                                                                                       |                                               |                                                  |       |                                                    |                                                    |                                           |                    |
| 7  | 2010 | 14-15 серпня | Україна, Мигове        | 123              | 265                 | Seppo Mäkinen Фінляндія, Hannu Oja Фінляндія     |                                                       |                                               |                                                       |                                            |                                                              |                                           |                                           |                                                                  |                                                                   |                                                  |                                                                |                                                |                                               |                                                |                                             | |                                                           |                                                       |                                            |                                                           |                                          |                                           |                                            |                                                                  |                                                   |                                                          |                                           |                                          |                                                                                       |                                               |                                                  |       |                                                    |                                                    |                                           |                    |
| 8  | 2011 | 23-24 липня  | Латвія, Рауна          | 280              | 600                 | Silver Eensaar Естонія, Rain Eensaar Естонія     |                                                       |                                               |                                                       |                                            |                                                              |                                           |                                           |                                                                  |                                                                   |                                                  |                                                                |                                                |                                               |                                                |                                             | |                                                           |                                                       |                                            |                                                           |                                          |                                           |                                            |                                                                  |                                                   |                                                          |                                           |                                          |                                                                                       |                                               |                                                  |       |                                                    |                                                    |                                           |                    |
| 9  | 2012 | 5-6 травня   | Литва, Молетскій район | 171              | 369                 | Armo Hiie Естонія, Lauri Lahtmäe Естонія         |                                                       |                                               |                                                       |                                            |                                                              |                                           |                                           |                                                                  |                                                                   |                                                  |                                                                |                                                |                                               |                                                |                                             | |                                                           |                                                       |                                            |                                                           |                                          |                                           |                                            |                                                                  |                                                   |                                                          |                                           |                                          |                                                                                       |                                               |                                                  |       |                                                    |                                                    |                                           |                    |
| 10 | 2013 | 26-27 січня  | Іспанія, Каталонія     | 169              | 367                 | Tommi Tölkkö Фінляндія, Aurelio Olivar Іспанія   |                                                       |                                               |                                                       |                                            |                                                              |                                           |                                           |                                                                  |                                                                   |                                                  |                                                                |                                                |                                               |                                                |                                             | |                                                           |                                                       |                                            |                                                           |                                          |                                           |                                            |                                                                  |                                                   |                                                          |                                           |                                          |                                                                                       |                                               |                                                  |       |                                                    |                                                    |                                           |                    |
| 11 | 2014 | 7-8 червня   | Естонія, Пилва         |                  |                     |                                                  |                                                       |                                               |                                                       |                                            |                                                              |                                           |                                           |                                                                  |                                                                   |                                                  |                                                                |                                                |                                               |                                                |                                             | |                                                           |                                                       |                                            |                                                           |                                          |                                           |                                            |                                                                  |                                                   |                                                          |                                           |                                          |                                                                                       |                                               |                                                  |       |                                                    |                                                    |                                           |                    |
|    |      |              |                        |                  |                     |                                                  |                                                       |                                               |                                                       |                                            |                                                              |                                           |                                           |                                                                  |                                                                   |                                                  |                                                                |                                                |                                               |                                                |                                             | |                                                           |                                                       |                                            |                                                           |                                          |                                           |                                            |                                                                  |                                                   |                                                          |                                           |                                          |                                                                                       |                                               |                                                  |       |                                                    |                                                    |                                           |                    |
|    | 2017 | 21-22 квітня | Італія, Сан-Джиміньяно |                  |                     |                                                  |                                                       |                                               |                                                       |                                            |                                                              |                                           |                                           |                                                                  |                                                                   |                                                  |                                                                |                                                |                                               |                                                |                                             | |                                                           |                                                       |                                            |                                                           |                                          |                                           |                                            |                                                                  |                                                   |                                                          |                                           |                                          |                                                                                       |                                               |                                                  |       |                                                    |                                                    |                                           |                    |
|    | 2018 | 25-26 серпня | Україна, Берегомет     |                  |                     |                                                  |                                                       |                                               |                                                       |                                            |                                                              |                                           |                                           |                                                                  |                                                                   |                                                  |                                                                |                                                |                                               |                                                |                                             | |                                                           |                                                       |                                            |                                                           |                                          |                                           |                                            |                                                                  |                                                   |                                                          |                                           |                                          |                                                                                       |                                               |                                                  |       |                                                    |                                                    |                                           |                    |
|    | 2020 | 22-23 серпня | Латвія, Кукумс         |                  |                     |                                                  |                                                       |                                               |                                                       |                                            |                                                              |                                           |                                           |                                                                  |                                                                   |                                                  |                                                                |                                                |                                               |                                                |                                             | |                                                           |                                                       |                                            |                                                           |                                          |                                           |                                            |                                                                  |                                                   |                                                          |                                           |                                          |                                                                                       |                                               |                                                  |       |                                                    |                                                    |                                           |                    |